# Elapsoidea guentherii
Elapsoidea guentherii är en ormart som beskrevs av Bocage 1866. Elapsoidea guentherii ingår i släktet Elapsoidea och familjen giftsnokar. Inga underarter finns listade i Catalogue of Life.
Arten förekommer i västcentrala och södra Afrika från Kamerun till Angola och Zimbabwe. Honor lägger ägg.